# 若鮎賞
若鮎賞（わかあゆしょう）は、岩手県競馬組合が施行する地方競馬の重賞競走（M3）である。正式名称は「岩手県畜産協会会長杯 若鮎賞」。

## 概要
2000年に盛岡競馬場芝1600mで行われる2歳限定の特別競走として創設された。同年の第1回の勝ち馬はネイティヴハートである。
2011年までは特別競走として開催されていたが2012年に重賞に格上げされた。重賞昇格時よりJRA認定競走となっている。2016年からは岩手競馬における重賞格付け制度の導入により、M3に格付けされる。
2021年までジュニアグランプリのトライアルとして行われ、2022年は若駒賞のトライアル競走となったが、翌2023年にジュニアグランプリのトライアルに戻されている。なお、2022年・2024年は盛岡競馬場芝コースの走路状態悪化に伴いダート1600mで施行されている。
レース名は2023年から「岩手県畜産協会会長杯 若鮎賞」となっている。

### 条件・賞金等（2025年）
条件
サラブレッド系2歳、岩手所属。
負担重量
定量、55kg（牝馬1kg減）。
賞金等
賞金額は1着350万円、2着122万5000円、3着70万円、4着45万5000円、5着24万5000円、着外手当は3万5000円。
副賞
岩手県畜産協会会長賞、福島県馬事畜産振興協議会会長賞、岩手県馬主会会長賞、開催執務委員長賞
優先出走権付与
上位3着までに入った馬にジュニアグランプリの優先出走権が付与される。

## 歴代優勝馬
重賞に昇格した2012年以降について記載。全て盛岡競馬場で施行。
| 回数   | 施行日        | 馬場距離 | 優勝馬             | 性齢 | 所属 | タイム | 優勝騎手 | 管理調教師 | 馬主                   |
| ------ | ------------- | -------- | ------------------ | ---- | ---- | ------ | -------- | ---------- | ---------------------- |
| 第13回 | 2012年8月15日 | 芝1600m  | マンセイグレネード | 牡2  | 盛岡 | 1:40.9 | 齋藤雄一 | 櫻田浩樹   | 簗田満                 |
| 第14回 | 2013年8月17日 | 芝1600m  | ターントゥタイド   | 牝2  | 水沢 | 1:40.5 | 小林俊彦 | 村上実     | 西村隆平               |
| 第15回 | 2014年8月16日 | 芝1600m  | キモンイーグル     | 牝2  | 水沢 | 1:44.3 | 高松亮   | 板垣吉則   | 小林祥晃               |
| 第16回 | 2015年8月15日 | 芝1600m  | メジャーリーガー   | 牡2  | 水沢 | 1:41.9 | 関本淳   | 小林義明   | 伊藤裕一               |
| 第17回 | 2016年8月15日 | 芝1600m  | メドゥシアナ       | 牝2  | 水沢 | 1:40.2 | 高松亮   | 千葉幸喜   | 熊谷貴之               |
| 第18回 | 2017年8月13日 | 芝1600m  | ベストロード       | 牝2  | 水沢 | 1:40.8 | 村上忍   | 瀬戸幸一   | 千葉浩                 |
| 第19回 | 2018年8月12日 | 芝1600m  | マリーグレイス     | 牝2  | 水沢 | 1:41.9 | 坂口裕一 | 板垣吉則   | （株）グリーンファーム |
| 第20回 | 2019年8月11日 | 芝1600m  | シーサンプーター   | 牝2  | 水沢 | 1:41.9 | 山本聡哉 | 小林俊彦   | 金蘭兄弟（有）         |
| 第21回 | 2020年8月16日 | 芝1600m  | マツリダスティール | 牡2  | 水沢 | 1:40.1 | 阿部英俊 | 菅原勲     | 高橋福三郎             |
| 第22回 | 2021年8月15日 | 芝1600m  | ギャレット         | 牡2  | 水沢 | 1:41.0 | 山本聡哉 | 佐藤浩一   | 島川隆哉               |
| 第23回 | 2022年8月14日 | ダ1600m  | フジラプンツェル   | 牝2  | 水沢 | 1:40.9 | 山本政聡 | 瀬戸幸一   | （有）富士ファーム     |
| 第24回 | 2023年8月1日  | 芝1600m  | ユウユウププリエ   | 牝2  | 水沢 | 1:42.3 | 菅原辰徳 | 佐藤祐司   | 北原大史               |
| 第25回 | 2024年7月31日 | ダ1600m  | サウザンドマイル   | 牡2  | 盛岡 | 1:43.2 | 山本政聡 | 齋藤雄一   | (有) 新生ファーム      |
| 第26回 | 2025年7月22日 | 芝1600m  | セイクリスティーナ | 牝2  | 水沢 | 1:39.1 | 山本聡哉 | 佐々木由則 | 金田成基               |

#### 各回競走結果の出典
- 若鮎賞 歴代優勝馬  - 地方競馬全国協会
- JBISサーチ
  - 2012年、2013年、2014年、2015年、2016年、2017年、2018年、2019年、2020年、2021年、2022年、2023年、2024年、2025年